# Bānū Şaḩrā
Bānū Şaḩrā (persiska: بانو صحرا, بالسَهرَ) är en ort i Iran.   Den ligger i provinsen Alborz, i den norra delen av landet, 60 km nordväst om huvudstaden Teheran. Bānū Şaḩrā ligger 1 435 meter över havet och antalet invånare är 518.
Terrängen runt Bānū Şaḩrā är kuperad åt nordost, men åt sydväst är den platt. Runt Bānū Şaḩrā är det mycket tätbefolkat, med 1 018 invånare per kvadratkilometer. Närmaste större samhälle är Naz̧arābād, 19,2 km väster om Bānū Şaḩrā. Trakten runt Bānū Şaḩrā består till största delen av jordbruksmark.